# Flabellifrontipoda bravana
Flabellifrontipoda bravana är en kvalsterart som beskrevs av Cook 1983. Flabellifrontipoda bravana ingår i släktet Flabellifrontipoda och familjen Oxidae. Inga underarter finns listade i Catalogue of Life.